# Кампу-Алегри-ду-Фидалгу

Кампу-Алегри-ду-Фидалгу на карте штата.

Кампу-Алегри-ду-Фидалгу (порт. Campo Alegre do Fidalgo) — муниципалитет в Бразилии, входит в штат Пиауи. Составная часть мезорегиона Юго-восток штата Пиауи. Входит в экономико-статистический микрорегион Алту-Медиу-Канинде. Население составляет 4693 человек на 2010 год. Занимает площадь 657,795 км². Плотность населения — 7,13 чел./км².

## Демография
Согласно сведениям, собранным в ходе переписи 2010 г. Национальным институтом географии и статистики (IBGE), население муниципалитета составляет:
| Полное население                               | Полное население                               | Полное население                               | Полное население                               | 4693  |
| ---------------------------------------------- | ---------------------------------------------- | ---------------------------------------------- | ---------------------------------------------- | ----- |
| в том числе:                                   | Городское население                            | 1224                                           | Процент городского населения, %                | 26,08 |
|                                                | Сельское население                             | 3469                                           | Процент сельского населения, %                 | 73,92 |
|                                                | Мужское население                              | 2404                                           | Процент мужского населения, %                  | 51,23 |
|                                                | Женское население                              | 2289                                           | Процент женского населения, %                  | 48,77 |
| Плотность населения, чел/км²                   | Плотность населения, чел/км²                   | Плотность населения, чел/км²                   | Плотность населения, чел/км²                   | 7,13  |
| Население муниципалитета в % к населению штата | Население муниципалитета в % к населению штата | Население муниципалитета в % к населению штата | Население муниципалитета в % к населению штата | 0,15  |

По данным оценки 2016 года, население муниципалитета составляет 4911 жителей.

## Статистика
- Валовой внутренний продукт на 2003 год составляет 6 607 189,00 реалов (данные: Бразильский институт географии и статистики).
- Валовой внутренний продукт на душу населения на 2003 год составляет 1439,79 реалов (данные: Бразильский институт географии и статистики).
- Индекс развития человеческого потенциала на 2000 год составляет 0,529 (данные: Программа развития ООН).